# Helmut Panke
Dr. Helmut Panke är en tysk företagsledare, chef för BMW 2002-2006.
Panke har sedan 1982 verkat inom BMW. Panke blev chef för BMW 2002 och ledde framgångsrikt företaget fram till 2006 då han efterträddes av Norbert Reithofer. Det fanns diskussioner om Panke skulle fortsätta som BMW-chef men slutligen valde man att följa de interna bestämmelsena rörande hur länge en chef ska sitta.